# Kelvin Ofori
Kelvin Ofori (* 27. Juli 2001 in Kumasi) ist ein ghanaischer Fußballspieler, der seit Februar 2023 bei Spartak Trnava unter Vertrag steht.

## Karriere
Ofori wurde an der Right to Dream Academy mit Sitz bei Akosombo in der Eastern Region fußballerisch ausgebildet. Im Juli 2018 gewann er mit der Mannschaft den Jugendwettbewerb Gothia Cup.
Seit dem 18. Juli 2019 nahm Ofori als Probespieler am Trainingsbetrieb des deutschen Bundesligisten Fortuna Düsseldorf teil. Bei der Eingewöhnung unterstützt wurde er dabei von seinen Landsmännern Bernard Tekpetey und Nana Ampomah, die kurze Zeit zuvor ebenfalls von den Düsseldorfern verpflichtet worden waren. Am 6. August 2019, wenige Tage nach seinem 18. Geburtstag und dem Siegtreffer im Testspiel gegen den RSC Anderlecht, unterschrieb der offensive Mittelfeldspieler einen Dreijahresvertrag bei der Düsseldorfer Fortuna. Fünf Tage später absolvierte Ofori für den Verein im DFB-Pokal beim 3:1-Sieg nach Verlängerung gegen den FC 08 Villingen sein erstes Pflichtspiel; dabei war er in der 62. Minute für Ampomah eingewechselt worden und erzielte in der 102. Minute den Treffer zum zwischenzeitlichen 2:1.
Nachdem sich Ofori während der Hinrunde bei den Profis nicht durchsetzen konnte, kam er am 30. November 2019 beim 3:0-Sieg über den Wuppertaler SV erstmals für die in der Regionalliga West spielende zweite Mannschaft der Fortuna zum Einsatz; dabei erzielte er den Treffer zum 1:0. Sein erstes Bundesligaspiel bestritt Ofori am 8. März 2020 gegen den 1. FSV Mainz 05 (1:1), als er in der 78. Minute für Valon Berisha eingewechselt wurde.
Im Sommer 2017 wurde Ofori von Trainer Samuel Paa Kwesi Fabin in den 26-köpfigen vorläufigen Kader der ghanaischen U17-Nationalmannschaft zur Vorbereitung auf die anstehende Weltmeisterschaft berufen. Er fand jedoch im endgültigen Kader keine Berücksichtigung.
Im August 2021 wechselte Ofori zum Zweitligisten SC Paderborn 07 und unterschrieb einen Zweijahresvertrag.
Anfang Februar 2023 wechselte er in die Slowakei und er schloss sich dem Erstligisten Spartak Trnava an. Mit der Mannschaft wurde er im Mai 2023 slowakischer Pokalsieger.